# Tim Velten
Tim Velten (Port-au-Prince, 25 november 1985) is een Nederlands voetballer die als aanvaller speelt.
Hij is begonnen bij de jeugd van v.v. Ommen (voorheen OVC wat nu OVC '21 is). Daarna speelde hij in de jeugd voor FC Zwolle en FC Twente. Hij speelde voor FC Twente één duel in de eredivisie. Op 12 september 2004 viel hij zes minuten voor tijd in het duel tegen Feyenoord in voor Karim El Ahmadi. In het seizoen 2006/2007 speelde hij in het tweede team van FC Groningen. Daarna ging hij bij SC Gronitas spelen. 
Velten werd opgeroepen voor Nederlandse jeugdselecties. In 2007 heeft hij voor het Haïtiaans voetbalelftal gekozen. In het seizoen 2010/11 speelde hij in de Topklasse voor de Harkemase Boys.